# Horaeometra
Horaeometra is een geslacht van haarsterren uit de familie Thalassometridae.

## Soort
- Horaeometra duplex (Carpenter, 1888)